# Cueva de Absalom

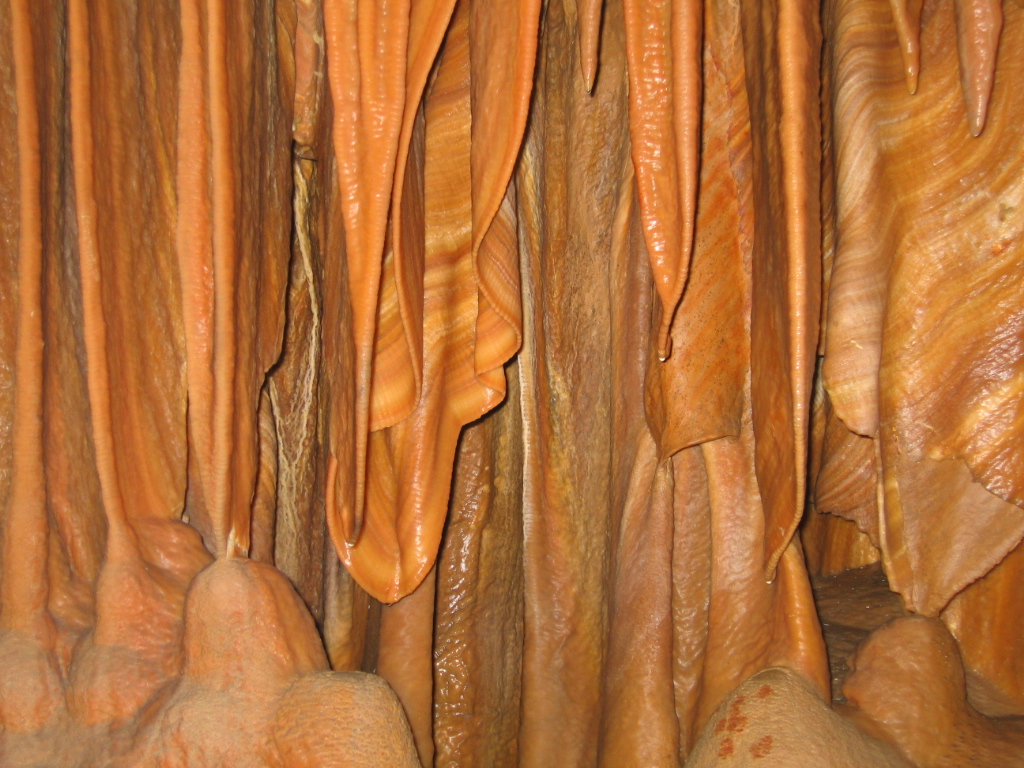
Estalactitas en la Cueva de Absalom

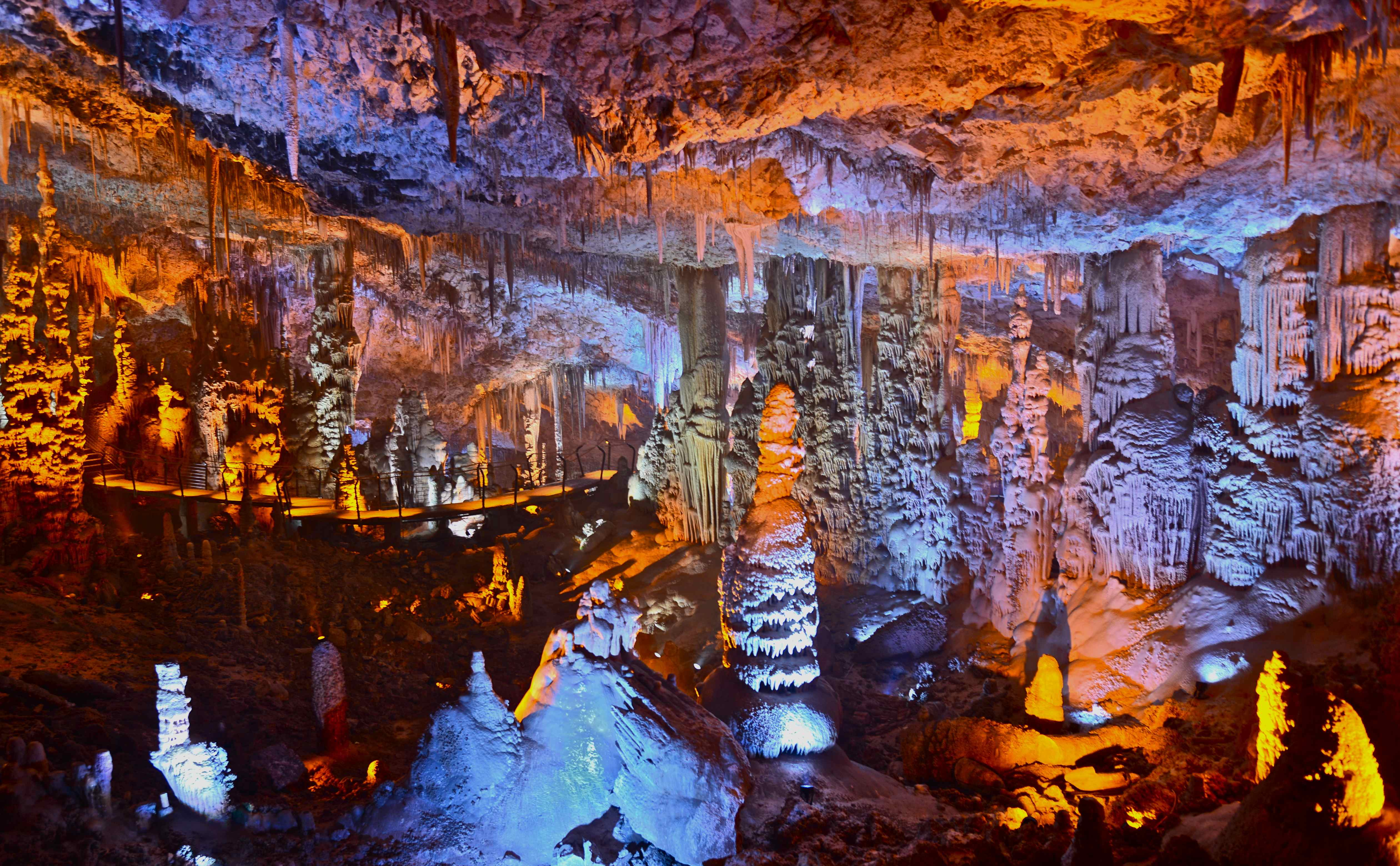
Avshalom cave

La cueva de Absalom (en hebreo: מערת אבשלום [mearat avshalom]), cueva de las Estalactitas (מערת הנטיפים [mearat hanetifim]) o cueva de Shorek (מערת שורק [mearat shorek]) es una cueva de estalactitas que se encuentra en las Montañas de Judea, 3 km al este de la ciudad de Beit Shemesh, Israel. El nombre de la cueva fue puesto en honor a Abshalom Shohem, un soldado israelí herido de muerte en la Guerra de Desgaste entre Israel y Egipto.
La cueva fue descubierta por accidente en 1968, cuando unas explosiones llevadas a cabo en una cantera de grava de las inmediaciones, abrió en la roca una abertura que permite el acceso humano a la cueva. La ubicación de la cueva fue guardada en secreto durante varios años para evitar que llegaran visitantes y la estropearan. Luego de que fuera acondicionada para recibir visitas fue abierta al público. Hoy en día se encuentra en la Reserva Natural de Absalom, declarada como tal en 1975. La cueva se mantiene a una temperatura y humedad constantes durante todo el año.
Algunas de las estalactitas de la cueva alcanzan los 4 metros de largo y los 300 000 años de edad. Hay estalactitas que se unen a las estalagmitas formando columnas.
La entrada se encuentra a 385 metros sobre el nivel del mar. La cueva tiene una longitud de hasta 91 m, 80 m de ancho y 15 m de altura, en total ocupa una superficie es de 4800 m² y un espacio de 25 000 m³. Aunque existen en el mundo otras cuevas de estalactitas más grandes, la Cueva de Absalom destaca por su gran variedad y por tener una de las mayores concentraciones de estalactitas en relación con el tamaño.